# فهرست جوایز و نامزدهای دریافت شده توسط الیزابت تیلور
الیزابت تیلور یک هنرپیشه بریتانیایی و آمریکایی بود که در طول دوران حرفه‌ای‌اش جوایز متعددی دریافت کرد و به عنوان یکی از محبوب‌ترین ستاره‌های سینمای کلاسیک هالیوود شناخته می‌شود و موسسه فیلم آمریکا او را هفتمین اسطوره بزرگ سینمای زن در تاریخ سینمای آمریکا معرفی کرد.
تیلور در شش دهه فعالیت بازیگری خود، پنج نامزدی جایزه اسکار بهترین بازیگر زن را برای فیلم‌های شهرستان رینتری (۱۹۵۷)، گربه روی شیروانی داغ (۱۹۵۸)، ناگهان، تابستان گذشته (۱۹۵۹)، باترفیلد ۸ (دریافت کرد. ۱۹۶۰) و چه کسی از ویرجینیا وولف می ترسد؟ (۱۹۶۶)، برنده شدن برای این دو ویژگی آخر. بازی او در فیلم چه کسی از ویرجینیا وولف می ترسد؟ همچنین جایزه بفتا برای بهترین بازیگر زن بریتانیایی ، جایزه هیئت ملی بازبینی برای بهترین بازیگر زن و جایزه حلقه منتقدان فیلم نیویورک برای بهترین بازیگر زن را برای او به ارمغان آورد. تیلور نامزد چهار جایزه گلدن گلوب شد و برنده بهترین بازیگر زن در فیلم درام برای فیلم ناگهانی، تابستان گذشته در سال ۱۹۶۰شد. از دیگر بازی‌های تحسین‌شده او می‌توان به همرسمیت بیرون است (۱۹۷۲) اشاره کرد که خرس نقره‌ای بهترین بازیگر زن را در جشنواره بین‌المللی فیلم برلین برای او به ارمغان آورد، و رام کردن زن سرکش (۱۹۶۷) و زی و شرکا دو جایزه دیوید دی دوناتلو برای بهترین بازیگر زن خارجی . تیلور نخستین بازی خود را در برادوی در سال ۱۹۸۱ در احیای نمایشنامه روباه های کوچک اثر لیلیان هلمن انجام داد که نامزدی جایزه تونی برای بهترین بازیگر زن نمایشنامه را به همراه داشت و در جوایز حلقه منتقدان خارجی و جوایز جهانی تئاتر برنده شد.
تیلور به خاطر دستاوردهای خود، جایزه دستاورد زندگی، کمک هزینه مالی بفتا ، جایزه سیسیل بی. دمیل ، جایزه دستاورد زندگی انجمن بازیگران نمایشگر ، و یک نشان در مرکز افتخارات کندی مفتخر شد. تعهد بشردوستانه او به مبارزه با اچ آی وی/ایدز نیز با چندین افتخار شناخته شد، از جمله جایزه بشردوستانه ژان هرشولت در جوایز اسکار ، جایزه پیشتاز گلد و نشان شهروندان ریاست جمهوری.

## جوایز افتخاری
| سازمان                                 | سال  | دسته بندی                                     | نتایج | منبع.  |
| -------------------------------------- | ---- | --------------------------------------------- | ----- | ------ |
| جوایز اسکار                            | ۱۹۹۳ | جایزه بشردوستانه ژان هرشولت                   | برنده | [ ۲ ]  |
| اتحادیه زنان روزنامه‌نگار سینمایی       | ۲۰۱۲ | جایزه فعالیت های بشردوستانه                   | برنده | [ ۳ ]  |
| آکادمی دستاورد                         | ۱۹۸۵ | جایزه لوح طلایی                               | برنده | [ ۴ ]  |
| انستیتوی فیلم آمریکا                   | ۱۹۹۳ | جایزه یک عمر دستاورد هنری بنیاد فیلم آمریکا   | برنده | [ ۵ ]  |
| جوایز بریتانیا                         | ۲۰۰۵ | برتری هنری در سرگرمی های بین المللی           | برنده | [ ۶ ]  |
| آکادمی هنرهای فیلم و تلویزیون بریتانیا | ۱۹۹۹ | بفتا فلوشیپ                                   | برنده | [ ۷ ]  |
| انستیتوی فیلم بریتانیا                 | ۲۰۰۰ | بورسیه موسسه فیلم بریتانیا                    | برنده | [ ۸ ]  |
| دیوید دی دوناتلو                       | ۱۹۶۰ | بشقاب طلایی                                   | برنده | [ ۹ ]  |
| فیلم در مرکز لینکلن                    | ۱۹۸۶ | ادای احترام گالا                              | برنده | [ ۱۰ ] |
| جایزه رسانه‌ای گلد                      | ۲۰۰۰ | جایزه پیشتاز گلد                              | برنده | [ ۱۱ ] |
| جوایز گلدن گلوب                        | ۱۹۵۷ | دستاورد ویژه                                  | برنده | [ ۱۲ ] |
| جوایز گلدن گلوب                        | ۱۹۷۴ | فیلم مورد علاقه جهان - زن                     | برنده | [ ۱۲ ] |
| جوایز گلدن گلوب                        | ۱۹۸۵ | جایزه گلدن گلوب سیسیل بی. دمیل                | برنده | [ ۱۲ ] |
| تئاترهای پودینگ عجولانه                | ۱۹۷۷ | زن عجول سال                                   | برنده | [ ۱۳ ] |
| جایزه مرکز کندی                        | ۲۰۰۲ | افتخاری                                       | برنده | [ ۱۴ ] |
| نشان شهروندان ریاست جمهوری             | ۲۰۰۱ | افتخاری                                       | برنده | [ ۱۵ ] |
| جوایز انجمن بازیگران فیلم              | ۱۹۹۸ | جایزه یک عمر دستاورد هنری انجمن بازیگران فیلم | برنده | [ ۱۶ ] |
| جشنواره فیلم تصاویر سخنگو تائوس        | ۲۰۰۱ | جایزه ماوریک                                  | برنده | [ ۱۷ ] |
| جایزه جهانی تئاتر                      | ۱۹۸۱ | جایزه ویژه                                    | برنده | [ ۱۸ ] |
| حلقه زنان منتقد فیلم                   | ۲۰۱۱ | بازیگری و اکتیویسم                            | برنده | [ ۱۹ ] |
| زنان در فیلم کریستال + جوایز لوسی      | ۱۹۸۵ | جایزه کریستال                                 | برنده | [ ۲۰ ] |
| زنان در فیلم کریستال + جوایز لوسی      | ۲۰۱۱ | جایزه بشردوستانه                              | برنده | [ ۲۱ ] |